# Riedenberg
Riedenberg ist eine Gemeinde im unterfränkischen Landkreis Bad Kissingen. Die Gemeinde ist  Mitglied der Verwaltungsgemeinschaft Bad Brückenau.

## Geografie

### Geografische Lage
Die Gemeinde liegt im Oberen Sinngrund, mitten im Naturpark Bayerische Rhön und Biosphärenreservat Rhön. Durch Riedenberg führt der Fränkische Marienweg.

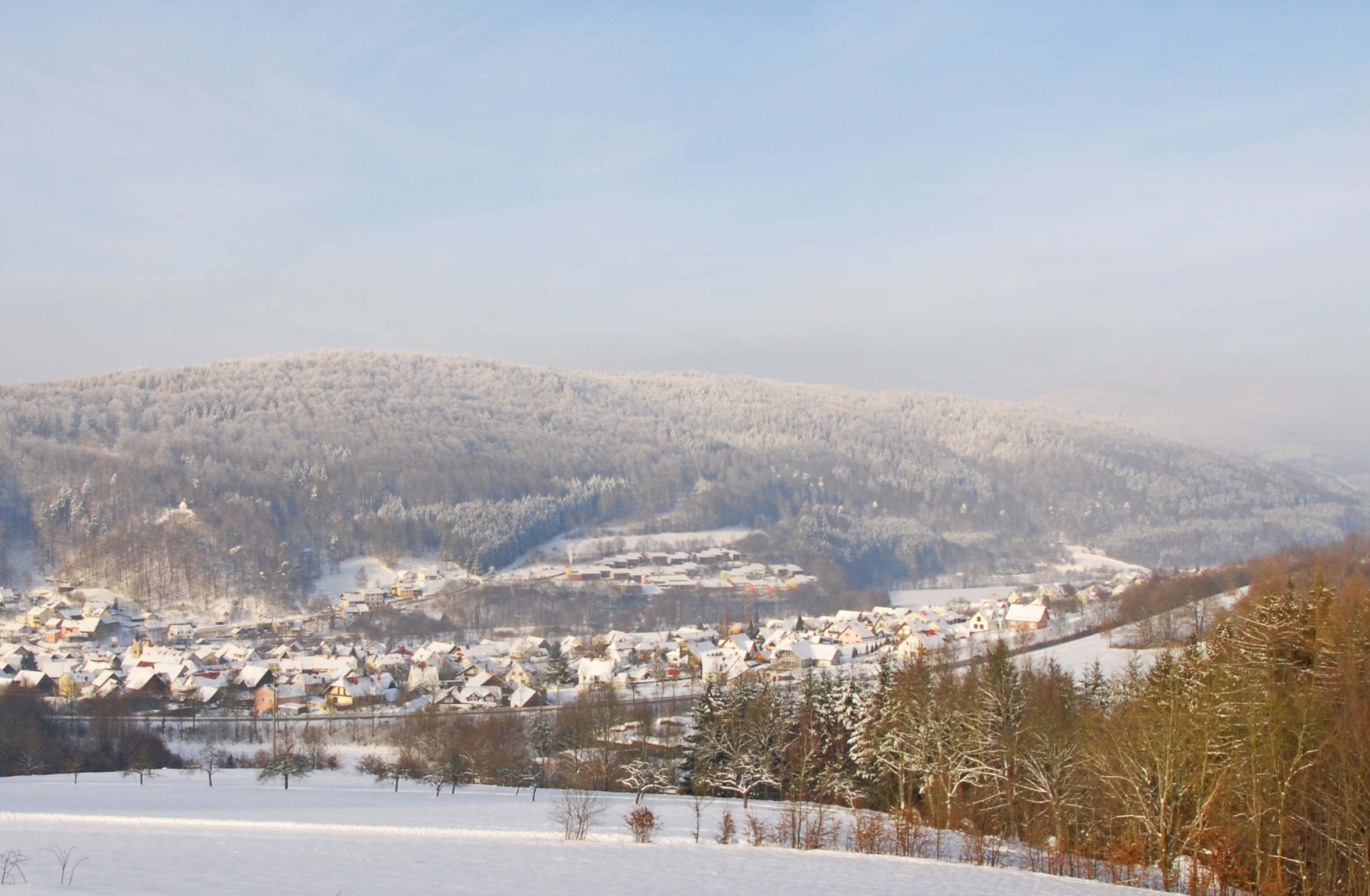
Riedenberg, Blick von Süd

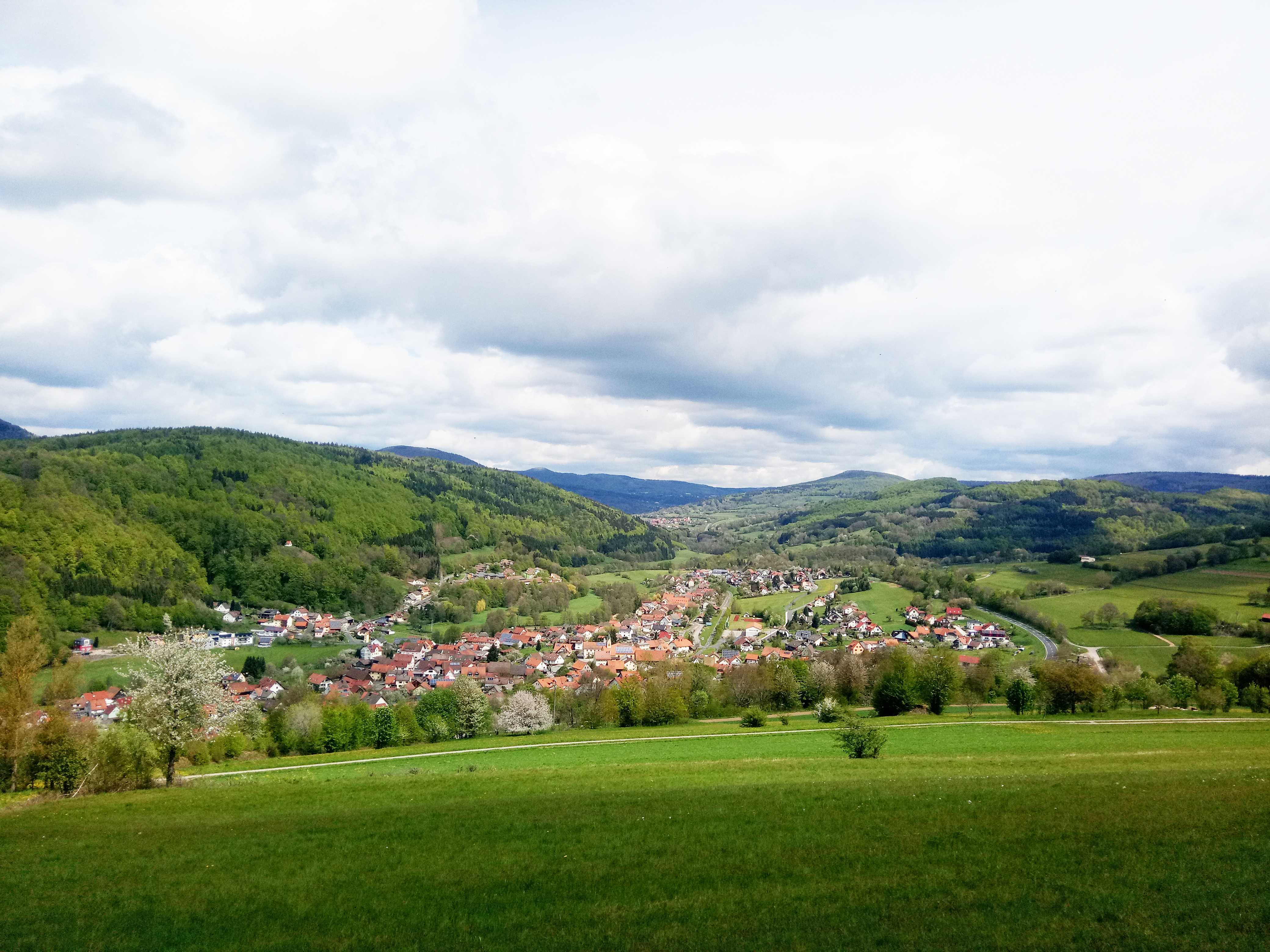
Riedenberg Mai 2021

### Gemeindegliederung
Es gibt zwei Gemeindeteile (in Klammern ist der Siedlungstyp angegeben):
- Neufriedrichsthal (Einöde)
- Riedenberg (Kirchdorf)

Auf dem Gemeindegebiet gibt es die Gemarkungen Oberriedenberg und Unterriedenberg.

## Name

### Etymologie
Der ursprüngliche Flurname Riedenberg besteht aus dem alten Personennamen Ritto und dem mittelhochdeutschen Wort bërc, das Berg bedeutet. Als Erklärung ergibt sich daraus „Rittos Berg“. Der Name ging von der Flur auf den Ort über.

### Frühere Schreibweisen
Frühere Schreibweisen des Ortes aus diversen historischen Karten und Urkunden:
- 1425 „Rittenbergk“ (nur Flurname)
- 1490 „Rittenberg“
- 1502 „Riedenberg“
- 1537 „Ridenberg“
- 1555 „Rittenberg ahn der Sin“
- 1605 „Riedenbergk“
- 1747 „Riedenberg“

## Geschichte

### Bis zu den Gemeindegründungen
Das ehemalige Amt des Hochstiftes Würzburg, das zum Fränkischen Reichskreis gehörte, wurde nach der Säkularisation 1803 zugunsten Bayerns 1805 Erzherzog Ferdinand von Toskana zur Bildung des Großherzogtums Würzburg überlassen und fiel mit diesem 1814 endgültig an Bayern. Im Zuge der Verwaltungsreformen in Bayern entstanden mit dem Gemeindeedikt von 1818 die Gemeinden Oberriedenberg und Unterriedenberg, die am 1. April 1971 zur Gemeinde Riedenberg zusammengefasst wurden.

### Religionen
Die Bevölkerung ist mehrheitlich katholisch. Riedenberg ist Sitz der römisch-katholischen Kuratie St. Martin, die zum Dekanat Hammelburg des Bistums Würzburg gehört.

### Einwohnerentwicklung
Im Zeitraum 1988 bis 2018 sank die Einwohnerzahl um 122 Einwohner bzw. um 11 %. 1995 hatte die Gemeinde 1189 Einwohner.
Quelle: BayLfStat
| Jahr | Einwohner |
| ---- | --------- |
| 1961 | 0838      |
| 1970 | 1015      |
| 1987 | 1072      |
| 1988 | 1109      |
| 1991 | 1169      |
| 1995 | 1189      |
| 2000 | 1132      |
| 2005 | 1110      |
| 2010 | 1016      |
| 2015 | 0991      |
| 2016 | 1001      |
| 2018 | 0987      |
| 2020 | 0984      |
| 2022 | 0967      |

## Politik

### Gemeinderat
Der Gemeinderat von Riedenberg hat seit 1. Mai 2020 nur noch acht Mitglieder zuzüglich des Bürgermeisters (bisher zwölf Mitglieder, 1000-Einwohner-Marke jetzt unterschritten). Die Wahl am 15. März 2020 hatte folgendes Ergebnis:
- CSU/Freie Bürger: 4 Sitze (54,81 %)
- Freie Wählergemeinschaft Riedenberg: 4 Sitze (45,19 %)

Die Wahlbeteiligung betrug 75,9 %.

### Bürgermeister
Erster Bürgermeister ist seit 1. Mai 2014 Roland Römmelt; er wurde am 15. März 2020 mit 86,4 % der Stimmen für weitere sechs Jahre gewählt. Seine Stellvertreter sind Peter Hergenröder (Zweiter Bürgermeister) und Mirko Metz (Dritter Bürgermeister).

### Wappen
| Wappen Gde. Riedenberg | Blasonierung: „Über grünem Dreiberg gespalten von Silber und schwarz, mit einem durchgehenden, vorne roten und hinten silbernen Wellenbalken.“ |
| Wappen Gde. Riedenberg | Wappenbegründung: Die Gemeinde Riedenberg entstand 1971 durch den Zusammenschluss von Ober- und Unterriedenberg. Die ehemals selbständige Gemeinde Unterriedenberg ist seit 1425 urkundlich belegt und gehörte zur Abtei Fulda. Oberriedenberg wurde erstmals 1494 urkundlich erwähnt und sollte durch einen Erlass des Fürstbischofs von Würzburg zur Eindämmung weiterer Rodungen entfernt werden. Der Streit darüber endete erst 1571. Die Zugehörigkeit beider Orte zu verschiedenen territorialen Gebieten endete erst 1803 mit dem Ende des alten Reichs. Getrennt sind die beiden Ortsteile durch einen Bach, was im Wappen durch den Wellenbalken symbolisiert wird. Für Oberriedenberg weisen die Farben Silber und Rot aus dem Wappen des Hochstifts Würzburg in der vorderen Schildhälfte hin, weil es zum würzburgischen Amt Aschach gehörte. Die Farben Silber und Schwarz in der hinteren Wappenhälfte weisen auf die einstige Zugehörigkeit von Unterriedenberg zum fuldischen Oberamt Brückenau hin. Der Dreiberg im Schildfuß steht redend für den Ortsnamensteil „-berg“ der beiden Gemeindeteile. Das Wappen wurde von der Regierung von Unterfranken am 8. Dezember 1980 verliehen. |

## Wirtschaft und Infrastruktur

### Wirtschaft einschließlich Land- und Forstwirtschaft
2017 gab es in der Gemeinde 149 sozialversicherungspflichtige Arbeitsplätze. Von der Wohnbevölkerung standen 421 Personen in einem versicherungspflichtigen Beschäftigungsverhältnis. Damit war die Zahl der Auspendler um 272 Personen größer als die der Einpendler. 12 Einwohner waren arbeitslos. 2016 gab es 13 landwirtschaftliche Betriebe.

### Bildung
Es gibt folgende Einrichtungen (Stand: 2018):
- Eine Kindertageseinrichtung mit 53 Plätzen, die voll belegt waren
- Eine Volksschule mit drei Klassen und 55 Schülern
- Ein Förderzentrum mit neun Klassen und 110 Schülern